# Fringilla
Fringilla es un género de aves paseriformes perteneciente a la familia Fringillidae, y el único de la subfamilia Fringillidae. Sus miembros son pájaros, llamados pinzones, que habitan en Eurasia y el norte de África. El nombre del género Fringilla es el término en latín que significa «pinzón».

## Taxonomía
Fringillinae es una de las tres subfamilias de la familia Fringillidae, junto a Carduelinae y Euphoniinae. Las especies de Fringillinae se alimentan principalmente de semillas que recogen del suelo, aunque alimentan a sus polluelos con insectos más que con semillas, lo que les diferencia de la principal subfamilia, Carduelinae.
El género contiene cuatro especies:
- pinzón vulgar (Fringilla coelebs)
- pinzón real (Fringilla montifringilla)
- pinzón azul de Gran Canaria (Fringilla polatzeki)
- pinzón azul de Tenerife (Fringilla teydea).